# Sandra Knapp
Pour les articles homonymes, voir Knapp.
Sandra Diane Knapp, née le 9 décembre 1956, est une botaniste britannique d'origine américaine. Elle dirige le département des plantes au musée d'histoire naturelle de Londres. Elle est présidente de la Linnean Society of London de 2018 à 2022.

## Biographie
Sandra Knapp obtient une licence en botanique à l'université d'arts libéraux de Pomona, à Claremont (Californie), en 1978. Elle poursuit ses études à l'université de Californie à Irvine, puis à l'université Cornell à Ithaca, où elle prépare un doctorat en biologie (1986). Elle fait une recherche postdoctorale en 1987, et obtient une habilitation universitaire. Elle rejoint le musée d'histoire naturelle de Londres, en 1992, dans le cadre du programme Flora Mesoamericana qu'elle supervise.

## Recherches et activités institutionnelles
Elle s'intéresse notamment au genre Solanum, et à la famille des Solanacées, qui contient de nombreuses espèces, notamment la pomme de terre, la tomate et l'aubergine.
Elle a supervisé la publication de l'inventaire Flora Mesoamericana (en), une recherche menée conjointement par trois institutions scientifiques, le musée d'histoire naturelle de Londres, l'UNAM (Mexico) et le jardin botanique du Missouri.
Elle est membre de la Commission internationale de nomenclature zoologique et du comité consultatif du fonds pour les explorations de la National Geographic Society.
En 2016, elle reçoit, conjointement avec Georgina Mace, la médaille linnéenne,. Elle est présidente de la Linnean Society, de 2018 à 2022. Elle est vice-présidente de l'Association internationale de taxonomie botanique (2011-2017).

## Publications
- Footsteps in the Forest : Alfred Wallace in the Amazon, Londres, The Natural History Museum, 1999, 90 p. (ISBN 978-0-565-09143-9)
- Potted Histories : An Artistic Voyage Through Plant Exploration, Londres, Scriptum, 2003, 336 p. (ISBN 978-1-902686-28-8)
- A revision of the « Spiny Solanums », Solanum subgenus leptostemonum (Solanaceae), in Africa and Madagascar, avec Maria S. Vorontsova, Ann Arbor, MI : The American Society of Plant Taxonomists, 2016, 432 p.  (ISBN 9781943751006)

## Distinctions
- 2004 : Prix P.-J.-Redouté pour son livre Le voyage botanique[9]
- 2009 : Sir John Burnett Medal, National Biodiversity Network (NBN), Royaume-Uni
- 2011 : docteur honoris causa, Université de Stockholm[10]
- 2016 : médaille linnéenne (botanique), colauréate avec Georgina Mace (zoologie)
- 2018 : présidente de la Linnean Society of London